# ヨセフ・カロ
ヨセフ・ベン・エフライム・カロ（Joseph ben Ephraim Karo、Yosef Caro、Qaro、ヘブライ語: יוסף קארו、1488年 - 1575年3月24日）は、今も全てのユダヤ人コミュニティに権威を持っている、ユダヤ法の最後の大法典であるシュルハン・アルーフの著者。彼はしばしば「マラン」（アラム語: מָרַן、「我々の主人」を意味する）と呼ばれている。

## 人物
ヨセフ・カロは1488年にトレドで生まれた。